# 130 Est 30252 à 30428
Les Mogul série 8c et série 8cs sont des locomotives à vapeur de la Compagnie des chemins de fer de l'Est. Elles étaient des machines à trois essieux moteurs couplés de la classe des 130.

## Genèse
Ces locomotives à vapeur de même apparence, numéros entre 30252 et 30428, furent construites par la Compagnie des chemins de fer de l'Est, en ses ateliers situés à Épernay, en partant d'anciennes 030 de la compagnie, qui servirent aussi de base pour une partie de la série 130 Est 30254 à 30766 (futures : 1-130 B entre 254 et 489 et entre 701 et 766 ). L'indice « c » désignant le mode compound et le « s » désignant l'application de la surchauffe).
Les transformations furent faites entre 1905 et 1906 pour une première tranche de 30 machines et de septembre 1908 à janvier 1909 pour la deuxième tranche de 18 machines tout en gardant les anciens numéros et en ne rajoutant que 30 devant. En 1938 les 48 machines devinrent les 1-130 A entre 252 et 428 à la SNCF.

## Utilisation et services
À partir de 1938 on leur préféra leurs cousines, les 130 Est 30254 à 30766 (futures : 1-130 B entre 254 et 489 et entre 701 et 766 ), et elles disparurent des inventaires pour l'année 1957. Une autre cause fut le déclassement de machines plus puissantes. Pendant la Seconde Guerre mondiale les Allemands emmenèrent un certain nombre de ces machines qui ne sont jamais revenues. Pour les 030 non transformées la réforme eut lieu avant 1938.

## Description
Ces machines disposaient d'un moteur compound à deux cylindres avec le HP à gauche et le BP à droite. Le foyer était de type « Belpaire » et l'échappement à valves remplacé sur certaines unités par trèfle à 3 jets. La distribution était intérieure et du type « Stephenson » . L'essieu avant était traité en bissel de type « Est » avec un déplacement latéral de + ou - 42 mm.

### Transformations
Les transformations subies s'apparentent plus à une reconstruction car en dehors du châssis, du train de roue et de la distribution il ne fut conservé que les pièces de détail telles que : sifflets, tampons, couvre-roues, etc. Comme il fallait s'y attendre ces locomotives se sont montrées plus stables, plus économiques et plus puissantes que les machines d'origine. Avec ces qualités qui leur donnaient une bonne liberté d'allure et une faible masse à l'essieu elles furent aptes à tous les services sur toutes les lignes du réseau. À cause du compoundage elles étaient affublées du surnom « Boiteuses » car les 2 cylindres n'étaient pas du même diamètre.

## Tenders
Les tenders qui leur furent accouplés furent de plusieurs types :
- les mêmes que ceux des 021 Est 441 à 485 (futures : 1-021 A entre 446 et 478 ), à savoir des tenders à deux essieux contenant 7 m3 d'eau et 5 t de charbon immatriculés 826 à 958 puis 1-7 A 826 à 958
- les mêmes que ceux des 021 Est 441 à 485 (futures : 1-021 A entre 446 et 478 ) et des 030 Est 3001 à 3014 (futures : 1-030 B entre 1 et 14 ), à savoir des tenders toujours à deux essieux mais contenant 10 m3 d'eau et 5 t de charbon immatriculés 371 à 427 puis 1-10 A 371 à 427
- des tenders toujours à 2 essieux et contenant 13 m3 d'eau et 5 t de charbon immatriculés 2001 à 2065 puis 1-13 A 1 à 65 avec un châssis analogue aux 10 A 371 à 427
- des tenders toujours à 2 essieux avec la même contenance que les 1-13 A 1 à 65 mais avec un empattement plus long immatriculés 2066 à 2105 puis 1-13 B 66 à 105
- et enfin des tenders toujours à 2 essieux avec la même contenance que les 1-13 A 1 à 65 et le même châssis que les 1-13 B 66 à 105 mais différent sur quelques détails immatriculés 2106 à 2232 puis 1-13 C 106 à 232

## Caractéristiques
- Pression de la chaudière : 16 kg/cm2
- Surface de grille : 2,06 m2
- Surface de chauffe : 149,70 m2
- Surface de surchauffe : 26 m2
- Diamètre et course du cylindre HP : 410 mm × 660 mm sauf pour 4 machines : 450 mm
- Diamètre et course du cylindre BP : 620 mm × 660 mm sauf pour 4 machines : 580 mm
- Diamètre des roues du bissel : 920 mm
- Diamètre des roues motrices : 1 420 mm
- Masse à vide : de 49 t à 50 t
- Masse en ordre de marche : de 54 t à 55 t
- Masse adhérente : 41 t à 42 t
- Longueur hors tout : 9,79 m
- Masse du tender en ordre de marche : sera mis plus tard
- Masse totale : sera mis plus tard
- Longueur totale : ?
- Vitesse maxi en service : 80 km/h